# Palladiusz (Szyman)
Palladiusz, imię świeckie Piotr Aleksandowicz Szyman (ur. 15 listopada 1939 w Dziśnie, zm. 7 października 2000 w Iżewsku) – biskup Rosyjskiego Kościoła Prawosławnego.

## Życiorys
Był synem kapłana prawosławnego. W 1957 podjął naukę w technikum medycznym w Grodnie. W 1962 ukończył seminarium duchowne w Mińsku, zaś w 1966 uzyskał tytuł kandydata nauk teologicznych w Moskiewskiej Akademii Duchownej. 13 maja 1966 złożył wieczyste śluby mnisze przed przełożonym Ławry Troicko-Siergijewskiej Platonem. 22 maja tego samego roku metropolita leningradzki i nowogrodzki Nikodem udzielił mu święceń diakońskich, zaś 8 października 1967 – kapłańskich. W 1969 podjął ponadto pracę wykładowcy w seminarium duchownym w Odessie. W 1971 otrzymał godność igumena, zaś w 1978 został archimandrytą, obejmując równocześnie obowiązki inspektora seminarium odeskiego.
30 grudnia 1986 otrzymał nominację na biskupa perejasławsko-chmielnickiego, wikariusza eparchii kijowskiej. Uroczysta chirotonia miała miejsce w soborze św. Włodzimierza w Kijowie 8 lutego 1987. W roku następnym przeniesiony na katedrę iżewską i udmurcką.
W latach 1992–1993 biskup Palladiusz był bohaterem skandalu związanego z prywatyzacją dawnego majątku państwowego ZSRR. Za zgodą państwa eparchia iżewska wykupiła nieruchomość w rejonie odincowskim obwodu moskiewskiego (17 ha ziemi z czterema budynkami). Zarząd nad nieruchomością miała sprawować spółka „Palladion”, w której oprócz administratury prawosławnej akcjonariuszami było kilka firm prywatnych. W listopadzie 1992 duchowny, w imieniu eparchii, przekazał jej udziały innym akcjonariuszom, co doprowadziło do anulowania transakcji. Wskutek wewnątrzcerkiewnego postępowania koordynowanego przez arcybiskupów Klemensa i Eugeniusza biskup został usunięty z katedry.
W 1994 objął katedrę czycką, którą zarządzał przez dwa lata, do ponownego przeniesienia w stan spoczynku. Zmarł w 2000 w swoim mieszkaniu w Iżewsku.

## Bibliografia

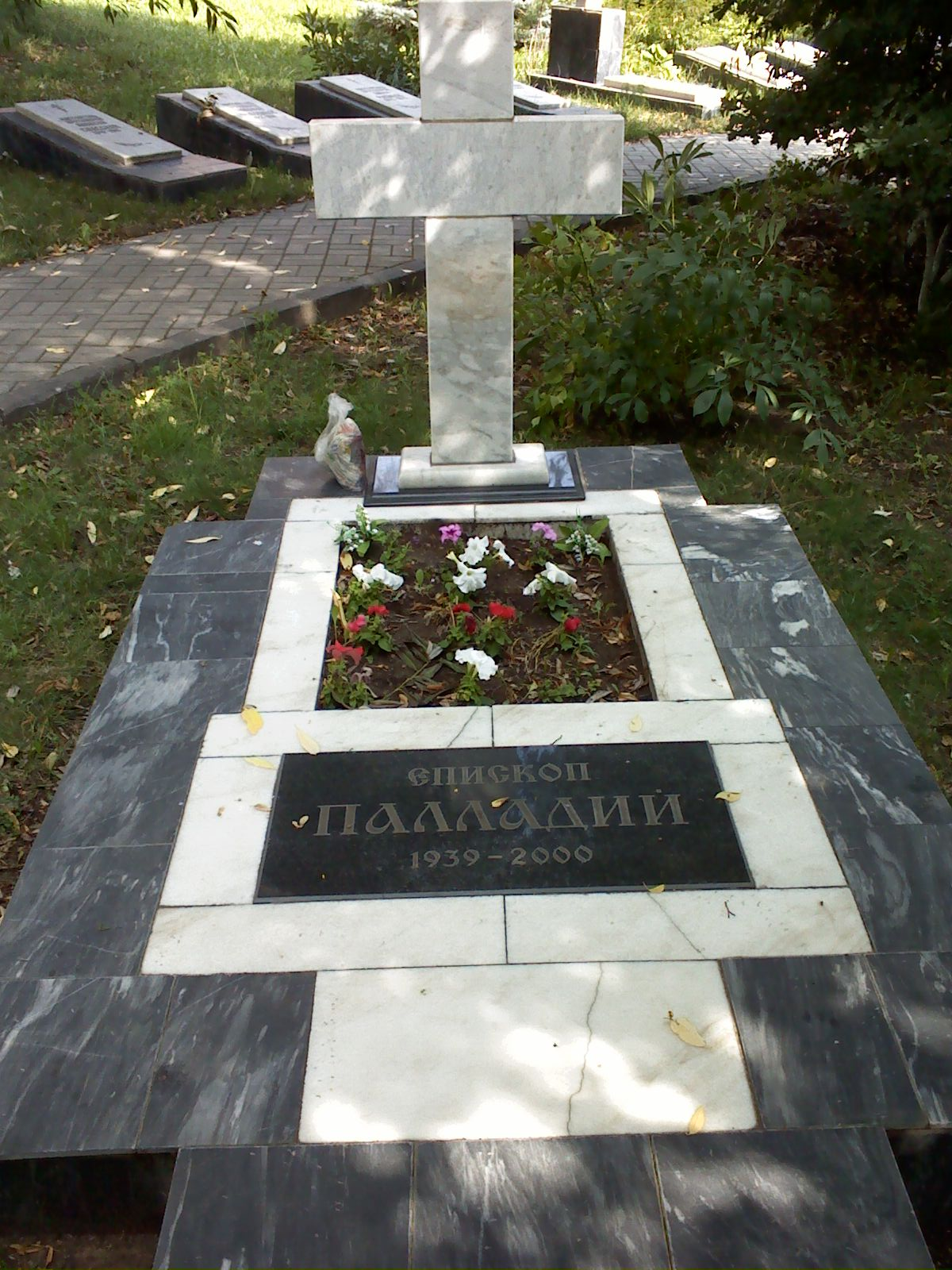
Grób hierarchy w sąsiedztwie soboru św. Aleksandra Newskiego w Iżewsku